# Héctor Zelaya
Héctor Ramón Zelaya Rivera (ur. 12 lipca 1957 w Trinidad) – piłkarz – reprezentant Hondurasu grający na pozycji obrońcy.

## Kariera klubowa
Héctor Zelaya rozpoczął piłkarską karierę w 1976 w klubie Motagua Tegucigalpa. W lidze honduraskiej zadebiutował 7 marca 1976 w wygranym 1-0 meczu z Campamento. Z Montaguą zdobył mistrzostwo Hondurasu w 1979. W 1982 trafił do ligi hiszpańskiego do Deportivo La Coruña. Karierę przedwcześnie zakończył w Montagui w 1983.

## Kariera reprezentacyjna
Héctor Zelaya występował w reprezentacji Hondurasu w latach osiemdziesiątych. W 1980 i 1981 wystąpił w eliminacjach Mistrzostw Świata 1982, w których Honduras po raz pierwszy w historii wywalczył awans do Mundialu. Rok później wystąpił na Mundialu w Hiszpanii w 1982.
Na Mundialu był podstawowym zawodnikiem i wystąpił we wszystkich trzech meczach grupowych z Hiszpanią, Irlandią Północną i Jugosławią. W 7 min. meczu z Hiszpanią zdobył pierwszą historyczną bramkę dla Hondurasu na Mistrzostwach Świata.